# Jóannes Eidesgaard
Jóannes Dan Eidesgaard (Tvøroyri, 19 aprile 1951) è un politico faroese.
È stato il primo ministro delle Isole Fær Øer dal 3 febbraio 2004 al 26 settembre 2008.

## Biografia
Di professione insegnante, Eidesgaard venne per la prima volta eletto al Løgting, il parlamento Faeroese, nel 1990. Tra il 1991 e il 1996 è stato ministro sotto vari governi di coalizione, e dal 1994 al 1996 è stato a capo dei deputati. Nel 1996 Eidesgaard è diventato il capo del partito socialdemocratico Javnaðarflokkurin. Dal 1998, fino al 2001, Eidesgaard è stato uno dei due delegati faroesi nel parlamento danese, il Folketing. Il 3 febbraio 2004, subito dopo le elezioni del 20 gennaio 2004, è stato eletto primo ministro ed è stato a capo del governo (Løgmaður) delle Isole Fær Øer fino al 26 settembre 2008, guidando un governo di coalizione tra il Partito Unionista, il Partito del Popolo e il Partito Social-Democratico.